# Tilley Bay
Die Tilley Bay ist eine Bucht an der Mawson-Küste des ostantarktischen Mac-Robertson-Lands. Sie liegt unmittelbar östlich des Tilley-Nunataks. 
Norwegische Kartographen kartierten sie anhand von Luftaufnahmen der Lars-Christensen-Expedition 1936/37 und benannten sie Nabbvika (norwegisch für Zapfenbucht). Das Antarctic Names Committee of Australia benannte sie dagegen in Anlehnung an die Benennung benachbarten Nunatak nach dem britischen Mineralogen und Petrologen Cecil Edgar Tilley (1894–1973) von der University of Cambridge.